# Тригексифенідил
Тригексифенідил (англ. Trihexyphenidyl, лат. Trihexyphenidylum) — синтетичний препарат, який є аналогом атропіну та належить до групи н-холінолітиків і м-холінолітиків, який застосовується для лікування паркінсонізму. Тригексифенідил застосовується перорально. Тригексифенідил уперше синтезований у 1949 році.

## Фармакологічні властивості
Тригексифенідил — синтетичний препарат, що належить до групи н-холінолітиків і м-холінолітиків, який застосовується для лікування паркінсонізму. Механізм дії препарату полягає в інгібуванні стріарних холінергічних нейронів, що призводить до гальмування холінергічної іннервації, переважно в парасимпатичній нервовій системі, та переважання адренергічних нейронів, яка стає більш помітною на фоні зниження активності дофамінергічних нервових шляхів. наслідком цього є зменшення периферичних холінергічних проявів, зокрема тремору, слинотечі, гіпергідрозу, дещо зменшує також ригідність м'язів та уповільнення рухів (брадикінезію). Тригексифенідил застосовується для лікування паркінсонізму та інших екстрапірамідних захворювань (у тому числі хвороби Літтла), а також для лікування неврологічних та вегетативних порушень, спричинених застосуванням нейролептиків або інших антипсихотичних препаратів. Препарат застосовується також для лікування дистонії, спричиненої дитячим церебральним паралічем Проте при застосуванні тригексифенідилу спостерігається дещо більша кількість побічних ефектів, ніж при застосуванні інших препаратів, що застосовуються для лікування екстрапірамідних порушень, спричинених застосуванням нейролептиків (зокрема біперидену).

### Фармакокінетика
Тригексифенідил добре всмоктується при пероральному застосуванні, проте його біодоступність та час досягнення максимальної концентрації в крові невідомі. Невідомими є також дані про зв'язування препарату з білками плазми крові, метаболізм препарату та його проникнення через плацентарний бар'єр та грудне молоко. Тригексифенідил проникає через гематоенцефалічний бар'єр. Виводиться препарат із організму переважно із сечею у незміненому вигляді. Період напіввиведення препарату становить 6—10 годин (згідно частини джерел 6—12 годин), дані про зміни цього часу при порушенні функції печінки або нирок, або вікові зміни цього часу, відсутні.

## Покази до застосування
Тригексифенідил застосовується для лікування паркінсонізму та інших екстрапірамідних захворювань (у тому числі хвороби Літтла), а також для лікування неврологічних та вегетативних порушень, спричинених застосуванням нейролептиків або інших антипсихотичних препаратів.

## Побічна дія
При застосуванні тригексифенідилу спостерігається дещо більша кількість побічних ефектів, ніж при застосуванні інших препаратів із схожим механізмом дії. Найчастіше при застосуванні тригексифенідилу спостерігаються побічні явища, пов'язані з його холінолітичною активністю — сухість у роті, запор, порушення акомодації, тахікардія, запаморочення, підвищення внутрішньоочного тиску, затруднення сечопуску. Іншими побічними ефектами препарату є:
- Алергічні реакції та з боку шкірних покривів — шкірний висип та інші шкірні алергічні реакції, гарячка.
- З боку травної системи — гнійний паротит, кишкова непрохідність, дилатація товстої кишки, нудота, блювання, дисфагія.
- З боку нервової системи — ейфорія, неспокій, збудження, сплутаність свідомості, порушення пам'яті, безсоння, галюцинації, марення, глаукома, мідріаз, порушення зору, головний біль, хореєподібні рухи кінцівок або губ, фотофобія, загострення міастенії.
- Інші побічні ефекти — надмірна спрага, припливи крові, зменшення бронхіальної секреції.

## Протипокази
Тригексифенідил протипоказаний при підвищеній чутливості до препарату, глаукомі, затримці сечопуску, аденомі простати, стенозуючих захворюваннях товстої кишки, механічній кишковій непрохідності, мегаколоні, аритміях з тахікардією, кардіоміопатіях, при вагітності.

## Немедичне застосування
Тригексифенідил може спричинювати ейфорію та галюцинації, тому він нерідко застосовується з метою отримання наркотичного сп'яніння, частіше разом з іншими психотропними засобами, іноді як самостійний наркотичний засіб. Початково при застосуванні підвищених доз тригексифенідилу спостерігається фаза ейфорії, далі фази звуженої свідості, галюцинаторна та фаза виходу. Поступово в осіб, які зловживають препаратом, розвиваються характерні зміни особистості, що включають зниження настрою, тривожність, погіршення пам'яті та уваги, тремор усього тіла, підвищений тонус м'язів, наростаюча скованість рухів, характерна хода на випрямлених ногах, поза з випрямленою спиною та відставленими руками і ногами.

## Форми випуску
Тригексифенідил випускається у вигляді таблеток по 0,001; 0,002 і 0,005 г.